# Castillo Amilajvari
El castillo Amilajvari (en georgiano: ამილახვართა ციხე-დარბაზები) es un monumento arquitectónico ubicado en el pueblo de Kvemo Chala, en Kaspi, Georgia. Desde él puede apreciarse el castillo de Skhvilo en las colinas al este del pueblo.
Al castillo se le otorgó la categoría de Monumento cultural de importancia nacional de Georgia en 2006, según decreto presidencial.

## Historia
El castillo, construido durante el siglo XVII por la familia de nobles Amilakhvari, se encontraba al norte de un complejo más grande que en la actualidad ha desaparecido casi por completo. Consiste en una fortaleza rectangular, actualmente en ruinas, en su parte occidental, una iglesia y dos torres.

## Arquitectura

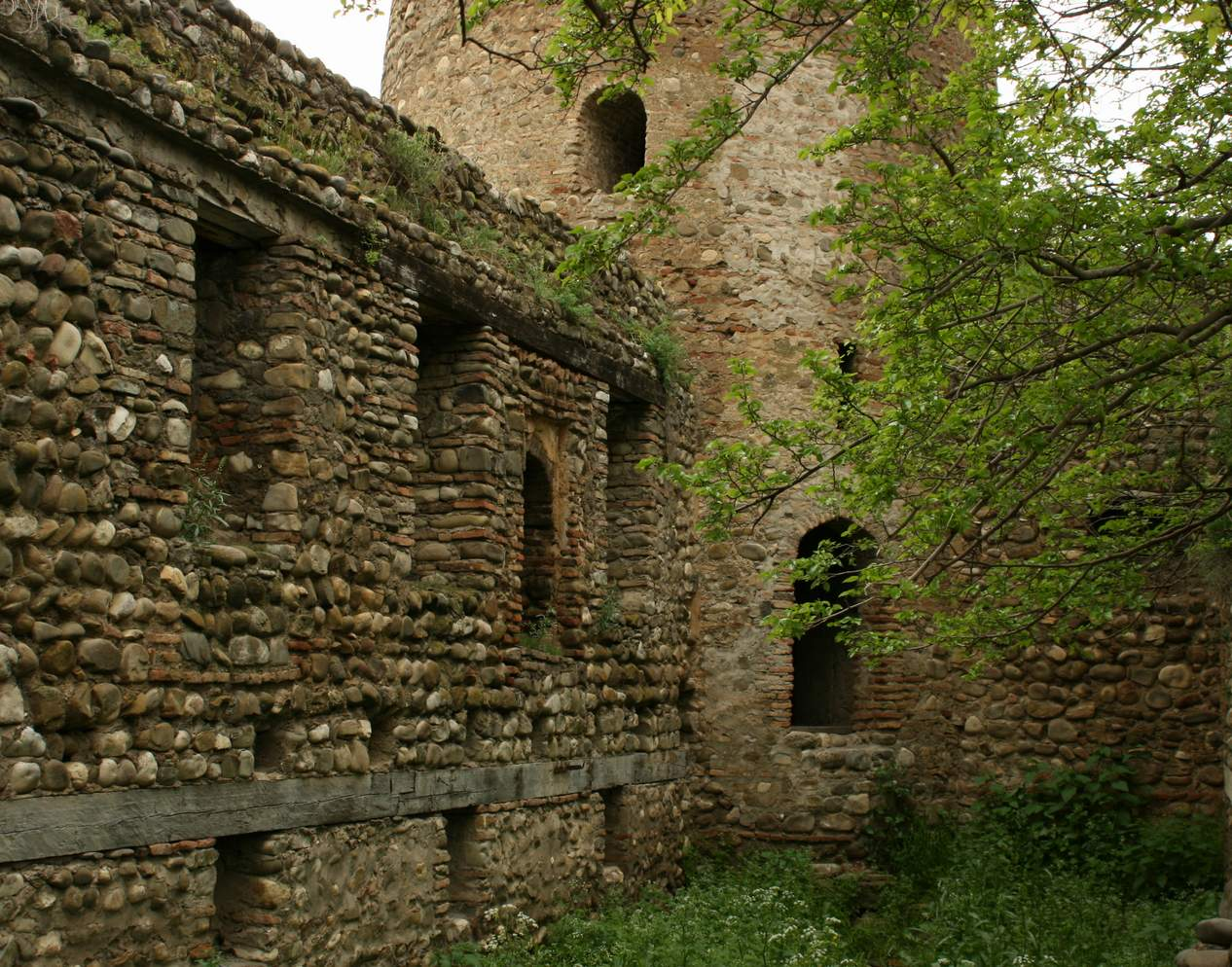
Interior del castillo

El monumento es un conjunto de edificios, el cual consta de tres complejos: el castillo principal (con torres, iglesia, campanario, palacio), el segundo castillo (con torres y ruinas del palacio) y el castillo Amilindro Amilakhvari. Los edificios datan de los siglos XVII-XVIII. 
El castillo fue construido principalmente con adoquines, mientras que para los interiores se utilizaron ladrillos y piedra triturada.
Originalmente pensada para ser un campanario, la torre cercana a la iglesia terminó siendo solo una torre por el difícil momento político que afrontó el país cuando el príncipe Givi Amilakhvari luchó intermitentemente con y contra los otomanos y el persa Nader Shah, a mediados de siglo XVIII.
Cerca del castillo, casi al otro lado de la carretera, pueden verse las dos torres Kvemo Chala. En realidad estas torres son los restos de dos castillos menores, que también pertenecieron a la familia Amilakhvari.